# Grand Prix Stanów Zjednoczonych 2015

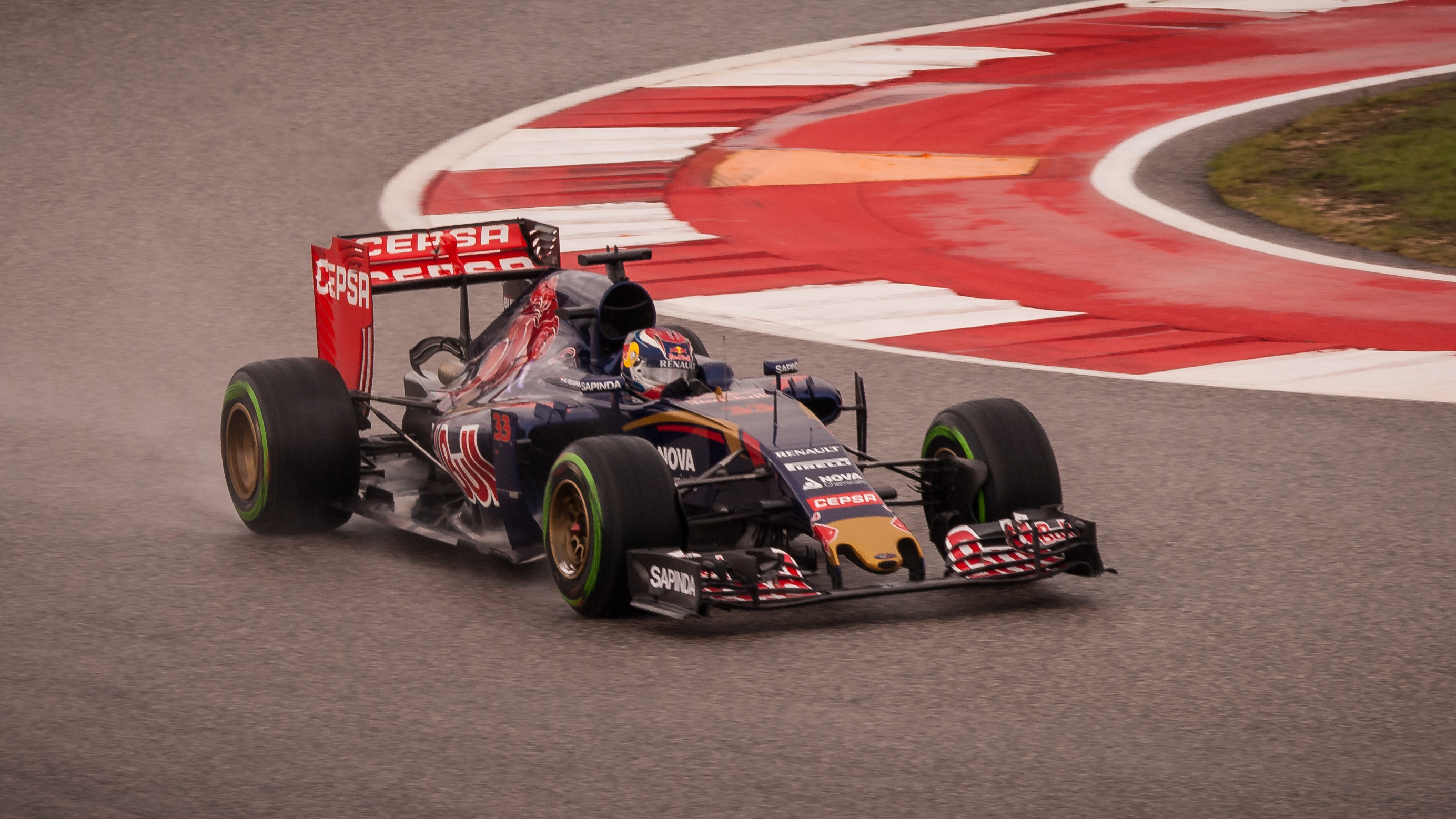
Max Verstappen podczas Grand Prix Stanów Zjednoczonych 2015

Grand Prix Stanów Zjednoczonych 2015 (oficjalnie 2015 Formula 1 United States Grand Prix) – szesnasta eliminacja Mistrzostw Świata Formuły 1 w sezonie 2015. Grand Prix odbyło się w dniach 23–25 października 2015 roku na torze Circuit of the Americas w Austin.

## Lista startowa
Źródło: Wyprzedź Mnie!
| Nr | Kierowca         | Zespół                        | Samochód               | Silnik                         | Opony |
| -- | ---------------- | ----------------------------- | ---------------------- | ------------------------------ | ----- |
| 3  | Daniel Ricciardo | Infiniti Red Bull Racing      | Red Bull RB11          | Renault Energy F1-2015 1.6T V6 | P     |
| 5  | Sebastian Vettel | Scuderia Ferrari              | Ferrari SF15-T         | Ferrari 059/4 1.6T V6          | P     |
| 6  | Nico Rosberg     | Mercedes AMG Petronas F1 Team | Mercedes F1 W06 Hybrid | Mercedes-Benz PU106B 1.6T V6   | P     |
| 7  | Kimi Räikkönen   | Scuderia Ferrari              | Ferrari SF15-T         | Ferrari 059/4 1.6T V6          | P     |
| 8  | Romain Grosjean  | Lotus F1 Team                 | Lotus E23 Hybrid       | Mercedes-Benz PU106B 1.6T V6   | P     |
| 9  | Marcus Ericsson  | Sauber F1 Team                | Sauber C34             | Ferrari 059/4 1.6T V6          | P     |
| 11 | Sergio Pérez     | Sahara Force India F1 Team    | Force India VJM08      | Mercedes-Benz PU106B 1.6T V6   | P     |
| 12 | Felipe Nasr      | Sauber F1 Team                | Sauber C34             | Ferrari 059/4 1.6T V6          | P     |
| 13 | Pastor Maldonado | Lotus F1 Team                 | Lotus E23 Hybrid       | Mercedes-Benz PU106B 1.6T V6   | P     |
| 14 | Fernando Alonso  | McLaren Mercedes              | McLaren MP4-30         | Honda RA615H 1.6T V6           | P     |
| 19 | Felipe Massa     | Williams Martini Racing       | Williams FW37          | Mercedes-Benz PU106B 1.6T V6   | P     |
| 22 | Jenson Button    | McLaren Mercedes              | McLaren MP4-30         | Honda RA615H 1.6T V6           | P     |
| 26 | Daniił Kwiat     | Infiniti Red Bull Racing      | Red Bull RB11          | Renault Energy F1-2015 1.6T V6 | P     |
| 27 | Nico Hülkenberg  | Sahara Force India F1 Team    | Force India VJM08      | Mercedes-Benz PU106B 1.6T V6   | P     |
| 28 | Will Stevens     | Manor Marussia F1 Team        | Marussia MR03B         | Ferrari 059/3 1.6T V6          | P     |
| 33 | Max Verstappen   | Scuderia Toro Rosso           | Toro Rosso STR10       | Renault Energy F1-2015 1.6T V6 | P     |
| 44 | Lewis Hamilton   | Mercedes AMG Petronas F1 Team | Mercedes F1 W06 Hybrid | Mercedes-Benz PU106B 1.6T V6   | P     |
| 53 | Alexander Rossi  | Manor Marussia F1 Team        | Marussia MR03B         | Ferrari 059/3 1.6T V6          | P     |
| 55 | Carlos Sainz Jr. | Scuderia Toro Rosso           | Toro Rosso STR10       | Renault Energy F1-2015 1.6T V6 | P     |
| 77 | Valtteri Bottas  | Williams Martini Racing       | Williams FW37          | Mercedes-Benz PU106B 1.6T V6   | P     |
| Nr | Kierowca         | Zespół                        | Samochód               | Silnik                         | Opony |

## Wyniki

### Sesje treningowe
Źródło: Wyprzedź Mnie!
| Sesja | Nr | Kierowca                              | Konstruktor | Czas     | Okr. |
| ----- | -- | ------------------------------------- | ----------- | -------- | ---- |
| 1     | 6  | Nico Rosberg                          | Mercedes    | 1:53,989 | 7    |
| 2     |    | Druga sesja treningowa się nie odbyła |             |          |      |
| 3     | 44 | Lewis Hamilton                        | Mercedes    | 1:59,517 | 9    |

### Kwalifikacje
Źródło: Wyprzedź Mnie!
| Poz. | Nr | Kierowca         | Konstruktor          | Q1       | Q2       | Q3 | Poz. s. |
| --- | --- | ---------------- | -------------------- | -------- | -------- | -- | ------- |
| 1 | 6 | Nico Rosberg     | Mercedes             | 1:56,671 | 1:56,824 | –  | 1       |
| 2 | 44 | Lewis Hamilton   | Mercedes             | 1:56,871 | 1:56,929 | –  | 2       |
| 3 | 3 | Daniel Ricciardo | Red Bull–Renault     | 1:56,495 | 1:57,969 | –  | 3       |
| 4 | 26 | Daniił Kwiat     | Red Bull–Renault     | 1:57,640 | 1:58,434 | –  | 4       |
| 5 | 5 | Sebastian Vettel | Ferrari              | 2:00,950 | 1:58,596 | –  | 13      |
| 6 | 11 | Sergio Pérez     | Force India–Mercedes | 1:59,284 | 1:59,210 | –  | 5       |
| 7 | 27 | Nico Hülkenberg  | Force India–Mercedes | 1:58,325 | 1:59,333 | –  | 6       |
| 8 | 7 | Kimi Räikkönen   | Ferrari              | 1:58,198 | 1:59,703 | –  | 18      |
| 9 | 19 | Felipe Massa     | Williams–Mercedes    | 2:00,902 | 1:59,999 | –  | 7       |
| 10 | 33 | Max Verstappen   | Toro Rosso–Renault   | 1:58,689 | 2:00,199 | –  | 8       |
| 11 | 14 | Fernando Alonso  | McLaren–Honda        | 1:59,704 | 2:00,265 | –  | 9       |
| 12 | 77 | Valtteri Bottas  | Williams–Mercedes    | 1:59,569 | 2:00,334 | –  | 16      |
| 13 | 8 | Romain Grosjean  | Lotus–Mercedes       | 2:00,236 | 2:00,595 | –  | 10      |
| 14 | 22 | Jenson Button    | McLaren–Honda        | 2:00,261 | 2:01,193 | –  | 11      |
| 15 | 13 | Pastor Maldonado | Lotus–Mercedes       | 2:00,844 | 2:01,604 | –  | 12      |
| 16 | 9 | Marcus Ericsson  | Sauber–Ferrari       | 2:02,212 | –        | –  | 14      |
| 17 | 12 | Felipe Nasr      | Sauber–Ferrari       | 2:03,194 | –        | –  | 15      |
| 18 | 53 | Alexander Rossi  | Marussia–Ferrari     | 2:04,176 | –        | –  | 17      |
| 19 | 28 | Will Stevens     | Marussia–Ferrari     | 2:04,526 | –        | –  | 19      |
| 20 | 55 | Carlos Sainz Jr. | Toro Rosso–Renault   | 2:07,304 | –        | –  | 20      |
| Poz. | Nr | Kierowca         | Konstruktor          | Q1       | Q2       | Q3 | Poz. s. |
| \| Legenda \| Legenda \| \| ------------------------ \| ---------------------------------------------------------------------------------------------------------------------------------------------------------------------------------------------------------------------------------------------------------------- \| \| Poz. Nr Q1 Q2 Q3 Poz. s. \| Pozycja zajęta w sesji kwalifikacyjnej Numer startowy kierowcy Wynik uzyskany w pierwszej części kwalifikacji Wynik uzyskany w drugiej części kwalifikacji Wynik uzyskany w trzeciej części kwalifikacji Pozycja startowa po uwzględnięniu kar, przesunięć, itp. \| | |                  |                      |          |          |    |         |
| Legenda | |                  |                      |          |          |    |         |
| Poz. Nr Q1 Q2 Q3 Poz. s. | Pozycja zajęta w sesji kwalifikacyjnej Numer startowy kierowcy Wynik uzyskany w pierwszej części kwalifikacji Wynik uzyskany w drugiej części kwalifikacji Wynik uzyskany w trzeciej części kwalifikacji Pozycja startowa po uwzględnięniu kar, przesunięć, itp. |                  |                      |          |          |    |         |

### Wyścig
Źródło: Wyprzedź Mnie!
| P                 | + / –     | Nr | Kierowca         | Konstruktor          | Okr. | Czas / Strata                     | Komentarz |
| ----------------- | --------- | -- | ---------------- | -------------------- | ---- | --------------------------------- | --------- |
| 1                 | 1         | 44 | Lewis Hamilton   | Mercedes             | 56   | 1h50m52,703                       |           |
| 2                 | 1         | 6  | Nico Rosberg     | Mercedes             | 56   | +0:02,850                         |           |
| 3                 | 10        | 5  | Sebastian Vettel | Ferrari              | 56   | +0:03,381                         |           |
| 4                 | 4         | 33 | Max Verstappen   | Toro Rosso–Renault   | 56   | +0:22,359                         |           |
| 5                 | Bez zmian | 11 | Sergio Pérez     | Force India–Mercedes | 56   | +0:24,413                         |           |
| 6                 | 5         | 22 | Jenson Button    | McLaren–Honda        | 56   | +0:28,058                         |           |
| 7                 | 13        | 55 | Carlos Sainz Jr. | Toro Rosso–Renault   | 56   | +0:30,619                         | [ f ]     |
| 8                 | 4         | 13 | Pastor Maldonado | Lotus–Mercedes       | 56   | +0:32,273                         |           |
| 9                 | 6         | 12 | Felipe Nasr      | Sauber–Ferrari       | 56   | +0:40,257                         |           |
| 10                | 7         | 3  | Daniel Ricciardo | Red Bull–Renault     | 56   | +0:53,371                         |           |
| 11                | 2         | 14 | Fernando Alonso  | McLaren–Honda        | 56   | +0:54,816                         |           |
| 12                | 5         | 53 | Alexander Rossi  | Marussia–Ferrari     | 56   | +1:15,277                         |           |
| Niesklasyfikowani |           |    |                  |                      |      |                                   |           |
|                   |           | 26 | Daniił Kwiat     | Red Bull–Renault     | 41   | wypadek                           |           |
|                   |           | 27 | Nico Hülkenberg  | Force India–Mercedes | 35   | kolizja z Ricciardo               |           |
|                   |           | 9  | Marcus Ericsson  | Sauber–Ferrari       | 25   | elektryka                         |           |
|                   |           | 7  | Kimi Räikkönen   | Ferrari              | 25   | uszkodzenia po wypadnięciu z toru |           |
|                   |           | 19 | Felipe Massa     | Williams–Mercedes    | 23   | uszkodzenia z kolizji             |           |
|                   |           | 8  | Romain Grosjean  | Lotus–Mercedes       | 10   | uszkodzenia z kolizji             |           |
|                   |           | 77 | Valtteri Bottas  | Williams–Mercedes    | 5    | uszkodzenia z kolizji             |           |
|                   |           | 28 | Will Stevens     | Marussia–Ferrari     | 1    | uszkodzenia z kolizji             |           |
| P                 | + / –     | Nr | Kierowca         | Konstruktor          | Okr. | Czas / Strata                     | Komentarz |

### Najszybsze okrążenie
Źródło: Wyprzedź Mnie!
| Nr | Kierowca     | Konstruktor | Czas     | Okr. |
| -- | ------------ | ----------- | -------- | ---- |
| 6  | Nico Rosberg | Mercedes    | 1:40,666 | 49   |

## Prowadzenie w wyścigu
Źródło: Racing–Reference.info
| Nr                              | Kierowca         | Okrążenia          | Suma |
| ------------------------------- | ---------------- | ------------------ | ---- |
| 44                              | Lewis Hamilton   | 1-14, 37-42, 47-56 | 28   |
| 6                               | Nico Rosberg     | 1, 20-37, 42-47    | 22   |
| 3                               | Daniel Ricciardo | 14-20              | 6    |
| \| Wykres \| \| ------ \| \| \| |                  |                    |      |
| Wykres                          |                  |                    |      |
|                                 |                  |                    |      |

## Klasyfikacja po zakończeniu wyścigu

### Kierowcy
| P                 | +/− | Kierowca         | Starty | Punkty | P1 | P2 | P3 | PP | NO | NS |
| ----------------- | --- | ---------------- | ------ | ------ | -- | -- | -- | -- | -- | -- |
| 1                 | 0   | Lewis Hamilton   | 16     | 327    | 10 | 3  | 1  | 11 | 6  | 1  |
| 2                 | 0   | Sebastian Vettel | 16     | 251    | 3  | 3  | 6  | 1  | 1  | –  |
| 3                 | 0   | Nico Rosberg     | 16     | 247    | 3  | 7  | 2  | 4  | 4  | 1  |
| 4                 | 0   | Kimi Räikkönen   | 16     | 123    | –  | 1  | 1  | –  | 2  | 4  |
| 5                 | 0   | Valtteri Bottas  | 15     | 111    | –  | –  | 1  | –  | –  | 1  |
| 6                 | 0   | Felipe Massa     | 16     | 109    | –  | –  | 2  | –  | –  | 2  |
| 7                 | 0   | Daniił Kwiat     | 15     | 76     | –  | 1  | –  | –  | –  | 2  |
| 8                 | 0   | Daniel Ricciardo | 16     | 74     | –  | 1  | 1  | –  | 3  | 2  |
| 9                 | 0   | Sergio Pérez     | 16     | 64     | –  | –  | 1  | –  | –  | 1  |
| 10                | +2  | Max Verstappen   | 16     | 45     | –  | –  | –  | –  | –  | 4  |
| 11                | −1  | Romain Grosjean  | 16     | 44     | –  | –  | 1  | –  | –  | 6  |
| 12                | −1  | Nico Hülkenberg  | 15     | 38     | –  | –  | –  | –  | –  | 5  |
| 13                | 0   | Felipe Nasr      | 15     | 27     | –  | –  | –  | –  | –  | –  |
| 14                | 0   | Pastor Maldonado | 16     | 26     | –  | –  | –  | –  | –  | 8  |
| 15                | 0   | Carlos Sainz Jr. | 16     | 18     | –  | –  | –  | –  | –  | 6  |
| 16                | +2  | Jenson Button    | 15     | 16     | –  | –  | –  | –  | –  | 5  |
| 17                | −1  | Fernando Alonso  | 15     | 11     | –  | –  | –  | –  | –  | 6  |
| 18                | −1  | Marcus Ericsson  | 16     | 9      | –  | –  | –  | –  | –  | 3  |
| 19                | 0   | Roberto Merhi    | 12     | 0      | –  | –  | –  | –  | –  | 1  |
| 20                | +1  | Alexander Rossi  | 3      | 0      | –  | –  | –  | –  | –  | –  |
| 21                | −1  | Will Stevens     | 14     | 0      | –  | –  | –  | –  | –  | 2  |
| Niesklasyfikowani |     |                  |        |        |    |    |    |    |    |    |
|                   |     | Kevin Magnussen  | –      | –      | –  | –  | –  | –  | –  | –  |
| P                 | +/− | Kierowca         | Starty | Punkty | P1 | P2 | P3 | PP | NO | NS |

### Konstruktorzy
| P  | +/− | Konstruktor             | Starty | Punkty | P1 | P2 | P3 | PP | NO | NS |
| -- | --- | ----------------------- | ------ | ------ | -- | -- | -- | -- | -- | -- |
| 1  | 0   | Mercedes                | 32     | 574    | 13 | 10 | 3  | 15 | 10 | 2  |
| 2  | 0   | Ferrari                 | 32     | 374    | 3  | 4  | 7  | 1  | 3  | 4  |
| 3  | 0   | Williams Mercedes       | 31     | 220    | –  | –  | 3  | –  | –  | 3  |
| 4  | 0   | Red Bull Racing Renault | 31     | 150    | –  | 2  | 1  | –  | 3  | 4  |
| 5  | 0   | Force India Mercedes    | 31     | 102    | –  | –  | 1  | –  | –  | 6  |
| 6  | 0   | Lotus Mercedes          | 32     | 70     | –  | –  | 1  | –  | –  | 14 |
| 7  | 0   | STR Renault             | 32     | 63     | –  | –  | –  | –  | –  | 10 |
| 8  | 0   | Sauber Ferrari          | 31     | 36     | –  | –  | –  | –  | –  | 3  |
| 9  | 0   | McLaren Honda           | 30     | 27     | –  | –  | –  | –  | –  | 11 |
| 10 | 0   | Marussia Ferrari        | 29     | 0      | –  | –  | –  | –  | –  | 3  |
| P  | +/− | Konstruktor             | Starty | Punkty | P1 | P2 | P3 | PP | NO | NS |